# UCI Continental Team 2017
Nel 2017 queste erano le 176 le formazioni, in rappresentanza di 59 Federazioni, classificate come UCI Continental Team.

## Squadre UCI Continental 2017
Aggiornate al 31 dicembre 2017.

### Squadre dell'Africa
| Codice | Nome ufficiale             | Paese     |
| ------ | -------------------------- | --------- |
| VCS    | Vélo Club Sovac            | Algeria   |
| DDC    | Dimension Data for Qhubeka | Sudafrica |

### Squadre dell'America
| Codice | Nome ufficiale                                   | Paese           |
| ------ | ------------------------------------------------ | --------------- |
| ACM    | Asociación Civil Mardan                          | Argentina       |
| AFT    | Asociación Civil Agrupación Virgen de Fátima     | Argentina       |
| EMP    | Equipo Continental Municipalidad de Pocito       | Argentina       |
| CID    | Italomat-Dogo                                    | Argentina       |
| CEA    | Los Cascos Esco-AgroPlan                         | Argentina       |
| MRT    | Municipalidad de Rawson-Somos Todos              | Argentina       |
| SEP    | Sindicato de Empleados Públicos de San Juan      | Argentina       |
| EBL    | Equipo Bolivia                                   | Bolivia         |
| STF    | Start-Vaxes Cycling Team                         | Bolivia         |
| UFF    | Team UFF                                         | Brasile         |
| GQC    | Garneau-Québecor                                 | Canada          |
| HRB    | H&R Block Pro Cycling                            | Canada          |
| SPC    | Silber Pro Cycling                               | Canada          |
| BSM    | Bicicletas Strongman                             | Colombia        |
| EPM    | EPM                                              | Colombia        |
| ECZ    | Equipo de Ciclismo Coldeportes Zenú              | Colombia        |
| GWS    | GW Shimano                                       | Colombia        |
| MED    | Medellín-Inder                                   | Colombia        |
| MTE    | Team Ecuador                                     | Ecuador         |
| CAS    | Canel's-Specialized                              | Messico         |
| VIV    | Vivo Team Grupo Oresy                            | Paraguay        |
| DCT    | Inteja Dominican Cycling Team                    | Rep. Dominicana |
| AVE    | Aevolo                                           | Stati Uniti     |
| AHB    | Axeon-Hagens Berman                              | Stati Uniti     |
| CCB    | CCB Velotooler                                   | Stati Uniti     |
| CPC    | Cylance Cycling                                  | Stati Uniti     |
| ELV    | Elevate-KHS Pro Cycling                          | Stati Uniti     |
| CYN    | Hangar 15 Bicycles                               | Stati Uniti     |
| HSD    | Holowesko-Citadel Racing p/b Hincapie Sportswear | Stati Uniti     |
| JBC    | Jelly Belly p/b Maxxis                           | Stati Uniti     |
| RLY    | Rally Cycling                                    | Stati Uniti     |
| ILU    | Team Illuminate                                  | Stati Uniti     |

### Squadre dell'Asia
| Codice | Nome ufficiale                             | Paese               |
| ------ | ------------------------------------------ | ------------------- |
| VIB    | VIB Bikes                                  | Bahrein             |
| XDS    | Beijing XDS–Innova Cycling Team            | Cina                |
| GCB    | China Continental Team of Gansu Bank       | Cina                |
| MSS    | Giant Cycling Team                         | Cina                |
| JLC    | Hainan Jilun Cycling Team                  | Cina                |
| HEN    | Hengxiang Cycling Team                     | Cina                |
| HBT    | Holy Brother Cycling Team                  | Cina                |
| KYL    | Keyi Look Cycling Team                     | Cina                |
| MTS    | Mitchelton Scott                           | Cina                |
| NLC    | Ningxia Sports Lottery-Livall Cycling Team | Cina                |
| TYD    | Qinghai Tianyoude Cycling Team             | Cina                |
| YUN    | Yunnan Lvshan Landscape-Taishan Pardus     | Cina                |
| GPC    | Gapyeong Cycling Team                      | Corea del Sud       |
| GIC    | Geumsan Insam Cello                        | Corea del Sud       |
| KCT    | Korail Cycling Team                        | Corea del Sud       |
| KSP    | KSPO-Bianchi Asia Procycling               | Corea del Sud       |
| LXC    | LX Cycling Team                            | Corea del Sud       |
| SCT    | Seoul Cycling Team                         | Corea del Sud       |
| SKD    | Skydive Dubai-Al Ahli Pro Cycling Team     | Emirati Arabi Uniti |
| AIS    | Aisan Racing Team                          | Giappone            |
| BGT    | Bridgestone Anchor Cycling Team            | Giappone            |
| IPC    | Interpro Cycling Academy                   | Giappone            |
| KIN    | Kinan Cycling Team                         | Giappone            |
| MTR    | Matrix Powertag                            | Giappone            |
| NAS    | Nasu Blasen                                | Giappone            |
| SMN    | Shimano Racing Team                        | Giappone            |
| UKO    | Team Ukyo                                  | Giappone            |
| BLZ    | Utsunomiya Blitzen                         | Giappone            |
| 7RP    | 7 Eleven-Roadbike Philippines              | Filippine           |
| HKS    | HKSI Pro Cycling Team                      | Hong Kong           |
| KFC    | KFC Cycling Team                           | Indonesia           |
| PCT    | Pegasus Continental Cycling Team           | Indonesia           |
| PKY    | Pishgaman Cycling Team                     | Iran                |
| SPT    | Sepahan Cycling Team                       | Iran                |
| TST    | Tabriz Shahrdary Team                      | Iran                |
| TSE    | Astana City                                | Kazakistan          |
| VAM    | Vino-Astana Motors                         | Kazakistan          |
| CSM    | Cyclesport.se-Memil Pro Cycling            | Kuwait              |
| KWC    | Kuwait-Cartucho.es                         | Kuwait              |
| KCP    | Massi-Kuwait Cycling Project               | Kuwait              |
| NCT    | Nice Cycling Team                          | Kuwait              |
| TSC    | Team Sapura Cycling                        | Malaysia            |
| TSG    | Terengganu Cycling Team                    | Malaysia            |
| IAC    | Infinite AIS Cycling Team                  | Singapore           |
| ACT    | Action Cycling Team                        | Taiwan              |
| RTS    | RTS-Monton Racing Team                     | Taiwan              |
| TCC    | Thailand Continental Cycling Team          | Thailandia          |

### Squadre dell'Europa
| Codice | Nome ufficiale                                  | Paese         |
| ------ | ----------------------------------------------- | ------------- |
| AMO    | Amore & Vita-Selle SMP                          | Albania       |
| AMP    | Amplatz-BMC                                     | Austria       |
| HAC    | Hrinkow Advarics Cycleangteam                   | Austria       |
| RSW    | Team Felbermayr-Simplon Wels                    | Austria       |
| VOL    | Team Vorarlberg                                 | Austria       |
| TIR    | Tirol Cycling Team                              | Austria       |
| WSA    | WSA-Greenlife                                   | Austria       |
| BCP    | Synergy Baku Cycling Project                    | Azerbaigian   |
| AAS    | AGO-Aqua Service                                | Belgio        |
| BEC    | Beobank-Corendon                                | Belgio        |
| CIB    | Cibel-Cebon                                     | Belgio        |
| ERA    | ERA-Circus                                      | Belgio        |
| MNG    | Marlux-Napoleon Games                           | Belgio        |
| PSV    | Pauwels Sauzen-Vastgoedservice Continental Team | Belgio        |
| PCW    | T.Palm-Pôle Continental Wallon                  | Belgio        |
| TIS    | Tarteletto-Isorex                               | Belgio        |
| TFC    | Telenet-Fidea Lions                             | Belgio        |
| MCC    | Minsk Cycling Club                              | Bielorussia   |
| UNI    | Unieuro Trevigiani-Hemus 1896                   | Bulgaria      |
| MKT    | Meridiana-Kamen Team                            | Croazia       |
| ABB    | BHS-Almeborg Bornholm                           | Danimarca     |
| CJK    | Christina Jewelry-Kuma                          | Danimarca     |
| TCQ    | ColoQuick-Cult                                  | Danimarca     |
| VPC    | Riwal-Platform Cycling Team                     | Danimarca     |
| TGC    | Team Giant-Castelli                             | Danimarca     |
| TVC    | Team VéloConcept                                | Danimarca     |
| ADT    | Armée de Terre                                  | Francia       |
| AUB    | HP BTP-Auber 93                                 | Francia       |
| RML    | Roubaix-Lille Métropole                         | Francia       |
| CYC    | 0711 / Cycling                                  | Germania      |
| BAI    | Bike Aid                                        | Germania      |
| DSU    | Development Team Sunweb                         | Germania      |
| LKT    | LKT Team Brandenburg                            | Germania      |
| RNR    | Rad-net ROSE Team                               | Germania      |
| TDA    | Team Dauner D&DQ-Akkon                          | Germania      |
| THF    | Team Heizomat                                   | Germania      |
| LKH    | Team Lotto-Kern Haus                            | Germania      |
| SVL    | Team Sauerland-NRW p/b Henley & Partners        | Germania      |
| BIK    | Bike Channel-Canyon                             | Gran Bretagna |
| JLT    | JLT Condor                                      | Gran Bretagna |
| MGT    | Madison Genesis                                 | Gran Bretagna |
| ONE    | ONE Pro Cycling                                 | Gran Bretagna |
| RAL    | Team Raleigh-GAC                                | Gran Bretagna |
| WGN    | Team Wiggins                                    | Gran Bretagna |
| SKT    | An Post-ChainReaction                           | Irlanda       |
| AZT    | D'Amico-Utensilnord                             | Italia        |
| GME    | GM Europa Ovini                                 | Italia        |
| SAN    | Sangemini-MG.K Vis                              | Italia        |
| RBR    | Rietumu Banka-Riga                              | Lettonia      |
| SIT    | Staki-Technorama                                | Lituania      |
| LPC    | Leopard Pro Cycling                             | Lussemburgo   |
| CCD    | Team Differdange-Losch                          | Lussemburgo   |
| TJI    | Joker-Icopal                                    | Norvegia      |
| TCO    | Team Coop                                       | Norvegia      |
| FIX    | Team Fixit.no                                   | Norvegia      |
| TSS    | Team Sparebanken Sør                            | Norvegia      |
| UXT    | Uno-X Hydrogen Development Team                 | Norvegia      |
| BBD    | Baby-Dump Cyclingteam                           | Paesi Bassi   |
| DCR    | Delta Cycling Rotterdam                         | Paesi Bassi   |
| DJP    | Destil-Jo Piels Cycling Team                    | Paesi Bassi   |
| MET    | Metec-TKH Continental Cyclingteam p/b Mantel    | Paesi Bassi   |
| MCT    | Monkey Town Continental Team                    | Paesi Bassi   |
| SEG    | SEG Racing Academy                              | Paesi Bassi   |
| DSP    | Domin Sport                                     | Polonia       |
| THU    | Team Hurom                                      | Polonia       |
| VOS    | Voster Uniwheels Team                           | Polonia       |
| WIB    | Wibatech 7R Fuji                                | Polonia       |
| EFP    | Efapel                                          | Portogallo    |
| LAA    | LA Alumínios-Metalusa Blackjack                 | Portogallo    |
| LHL    | Louletano-Hospital de Loulé                     | Portogallo    |
| BOA    | RP-Boavista                                     | Portogallo    |
| TAV    | Sporting-Tavira                                 | Portogallo    |
| W52    | W52-FC Porto                                    | Portogallo    |
| ASP    | AC Sparta Praha                                 | Rep. Ceca     |
| PFG    | CK Příbram Fany Gastro                          | Rep. Ceca     |
| ELA    | Elkov-Author Cycling Team                       | Rep. Ceca     |
| SKC    | SKC Tufo Prostějov                              | Rep. Ceca     |
| TCT    | Tusnad Cycling Team                             | Romania       |
| LOK    | Lokosphinx                                      | Russia        |
| DVP    | Dare Viator Partizan                            | Serbia        |
| DKB    | Dukla Banská Bystrica                           | Slovacchia    |
| ADR    | Adria Mobil                                     | Slovenia      |
| ATG    | Attaque Team Gusto                              | Slovenia      |
| RAR    | Rog-Ljubljana                                   | Slovenia      |
| BUR    | Burgos-BH                                       | Spagna        |
| EUS    | Euskadi Basque Country-Murias                   | Spagna        |
| TTB    | Team Tre Berg-PostNord                          | Svezia        |
| TRA    | Roth-Akros                                      | Svizzera      |
| TRK    | Torku Şekerspor                                 | Turchia       |
| ISD    | ISD-Jorbi Continental Team                      | Ucraina       |
| KLS    | Kolss Cycling Team                              | Ucraina       |

### Squadre dell'Oceania
| Codice | Nome ufficiale                             | Paese     |
| ------ | ------------------------------------------ | --------- |
| DPV    | Drapac-Pat's Veg Holistic Development Team | Australia |
| IWS    | IsoWhey Sports-SwissWellness               | Australia |
| NSW    | NSW Institute of Sport                     | Australia |
| STG    | St. George Continental Cycling Team        | Australia |